# Dominanta (muzyka)

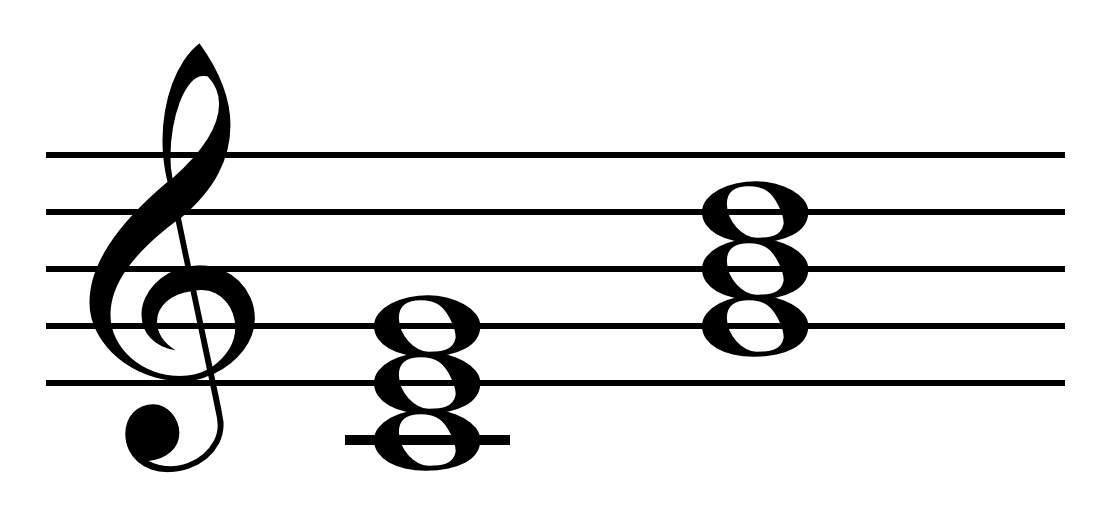
Tonika i dominanta w C-dur

Dominanta (z łac. dominans = panujący) – piąty stopień skali albo gamy (durowej i molowej) w odległości kwinty czystej w górę lub kwarty czystej w dół od toniki. Jest jednym z trzech głównych stopni gamy obok toniki i subdominanty, na których budowane są trójdźwięki tworzące triadę harmoniczną.
Dominantą nazywa się również funkcję harmoniczną – trójdźwięk zbudowany na piątym stopniu gamy, która dąży do rozwiązania na tonikę dzięki dźwiękowi prowadzącemu (VII stopniowi), który jest tercją dominanty. W odróżnieniu od pozostałych dwóch funkcji (toniki i subdominanty), dominanta jest zawsze durowa (w związku z używaniem odmiany harmonicznej gam molowych, w której podwyższony VII stopień jest taki sam, jak w jednoimiennej gamie durowej i dąży do rozwiązania na I stopień trójdźwięku tonicznego). 
Często do dominanty dodawana jest septyma mała, która podkreśla zawieszony charakter funkcji. W tradycyjnej nauce harmonii, z racji konieczności rozwiązania VII stopnia, po dominancie nie może wystąpić subdominanta. W rzeczywistości spotkać można utwory różnych gatunków muzycznych, w których zasada ta nie jest stosowana. Przykładem utworu, w którym ograniczono znaczenie dominanty na rzecz subdominanty jest walijska kołysanka Suo Gân, opierająca się niemalże wyłącznie na tonice i subdominancie.
Wyjątek: bardzo rzadko akord dominanty jest stosowany w minorze eolskim, występuje on wtedy jako dominanta molowa, która z powodu braku posiadania dźwięku prowadzącego może rozwiązać się na formy subdominanty.